# 伊凡·希什曼
伊凡·希什曼（保加利亞語：Иван Шишман）是一位保加利亞沙皇（統治時期：1371年-1395年6月3日）。伊凡·希什曼的權力僅限於保加利亞帝國的中部地區。
伊凡·亞歷山大死後，保加利亞帝國被他的兒子們分成三個王國，伊凡·希什曼佔領了位於保加利亞中部的特爾諾沃王國，而他的同父異母兄弟伊凡·斯拉齊米爾則掌管維丁沙皇國。儘管他為擊退鄂圖曼人而進行的鬥爭使他有別於巴爾幹半島的其他統治者，例如塞爾維亞暴君斯蒂芬·拉扎雷維奇，後者成為鄂圖曼人的忠實附庸，每年進貢並參加了科索沃戰役之後的所有奧斯曼戰役，做出了貢獻一支5000名強大的基督教騎士隊伍。儘管伊凡·希什曼在過去的政策中被歸類為優柔寡斷和反复無常的人，但這樣做幾乎沒有考慮到對這位統治者所掌握的條件和有限資源背景的理解。值得注意的是，伊凡·希什曼是唯一一位沒有向鄂圖曼帝國進貢或提供任何軍事援助的證據的巴爾幹統治者。根據歷史證據和該地區頌揚他與鄂圖曼帝國入侵者的鬥爭的眾多民歌，伊凡·希什曼的形像是對鄂圖曼帝國入侵的激烈而一致的抵抗之一。不管怎樣，1393年鄂圖曼土耳其人佔領了首都特爾諾沃。兩年後，蘇丹巴耶濟德一世在匈牙利和瓦拉幾亞的兩次戰役失敗後，從要塞北部出其不意地攻占了尼科波利斯，假借談判的名義傳喚了伊凡·希什曼，並將他斬首處決。
儘管在軍事和政治上處於弱勢，但在他的統治期間，保加利亞仍然是一個主要的文化中心，而靜修主義的思想主導了保加利亞正教。特爾諾沃的大主教歐西繆斯成為該國最著名的文化人物。他編寫或翻譯了許多文本，並發布了具有同步規則的保加利亞語正字法改革。保加利亞淪陷後，一些學者到其他東正教國家避難，並將保加利亞文化的成果帶給他們。
他的統治與鄂圖曼帝國統治下保加利亞的淪陷有著千絲萬縷的聯繫。在保加利亞的民間傳說中，伊凡希什曼被描繪成一位傳奇的英勇統治者，他與壓倒性的鄂圖曼帝國軍隊進行了殊死搏鬥。保加利亞有許多以他命名的遺址、地理特徵和堡壘。